# Alcalde de Dharan
El alcalde de Dharan es el jefe del ejecutivo municipal de Dharan.El puesto fue creado en 1958.
El alcalde a partir de 2022 es Harka Raj Rai. El cargo ha sido ocupado por seis personas.
La ciudad está gobernada por el Ayuntamiento Sub-Metropolitano de Dharan y el alcalde cuenta con el apoyo del ejecutivo municipal, que consta del teniente de alcalde y los presidentes de distrito de los 20 distritos de Dharan.

## Responsabilidades
El alcalde es elegido por un período de cinco años renovable una sola vez. El ejecutivo municipal se forma bajo la presidencia del alcalde. El gobierno local de Nepal tiene autoridad sobre las unidades locales de conformidad con el Anexo 8 de la Constitución de Nepal.

## Elección
El alcalde es elegido mediante votación por mayoría simple. Para calificar como candidato a alcalde, la persona debe ser ciudadano de Nepal, debe tener más de veintiún años, debe estar registrado en el registro electoral de la Ciudad Sub-Metropolitana de Dharan y no estar inhabilitado por la ley.

## Listado de alcaldes

### Era Panchayat (1960-1990)
| # | Pradhan Pancha   | Término de oficina | Término de oficina |
| - | ---------------- | ------------------ | ------------------ |
| 1 | Kedarnath Khanal | 1960               | 1962               |

### Monarquía constitucional (1990-2008)
| # | Alcalde           | Término de oficina | Término de oficina |
| - | ----------------- | ------------------ | ------------------ |
| 2 | Dhyan Bahadur Rai | 1992               | 1997               |
| 3 | Manoj Menyangbo   | 1997               | 2007               |

### República Democrática Federal de Nepal (2017-presente)
| # | Alcalde        | Término de oficina | Término de oficina | Partido político | Partido político |
| - | -------------- | ------------------ | ------------------ | ---------------- | ---------------- |
| 4 | Tara Subba     | 2017               | 2018               |                  | CPN(UML)         |
| - | Manju Bhandari | 2018               | 2019               |                  |                  |
| 5 | Tilak Rai      | 2019               | 2022               |                  | Congreso Nepalí  |
| 6 | Harka Raj Rai  | 2022               | present            |                  | independiente    |